# Lucas Norte
Lucas Norte é um município da província de Entre Ríos, na Argentina.